# Sé Nova
Sé Nova è una ex freguesia portoghese facente parte del comune di Coimbra. Ha una popolazione di 6.741 abitanti ed una superficie di 1,43 km².
Ha dato i natali allo scultore Joaquim Machado de Castro.

## Principali monumenti
- Colégio de São Jerónimo
- Aqueduto de São Sebastião
- Convento de Santa Ana
- Portal do Colégio de São Tomás
- Sé Nova de Coimbra o Colégio dos Jesuítas o Igreja das Onze Mil Virgens
- Igreja de São Salvador
- Paço Episcopal de Coimbra o Museu Nacional de Machado de Castro
- Paços da Universidade o Paços das Escolas
- Parque de Santa Cruz o Jardim da Sereia
- Giardino botanico della Università di Coimbra